# Tsokkisjärvi
Tsokkisjärvi eller Tsoaqesjavri är en sjö i Finland. Den ligger i kommunen Enare i landskapet Lappland, i den norra delen av landet, 1 100 km norr om huvudstaden Helsingfors. Tsokkisjärvi ligger 185,7 meter över havet. Arean är 1,28 kvadratkilometer och strandlinjen är 18,26 kilometer lång. Sjön  ingår i Neidenälvens huvudavrinningsområde.   Omgivningarna runt Tsokkisjärvi är i huvudsak ett öppet busklandskap.